# John McLevy
John McLevy (Dundee, 2 januari 1927 - 27 november 2002) was een Schotse jazz-trompettist en bugelist. 
Eind jaren veertig werkte hij in de band van bassist Joe Gibson en van Bernie Stanton. Hij speelde in een casino met Bert Tobias en was in Londen tot 1954 actief in de BBC Show Band onder leiding van Cyril Stapleton. Hierna werkte hij tien jaar in Savoy Hotel met Francisco Cavez om vervolgens studiomuzikant te worden. Ook was hij in die tijd lid van een bigband. In de jaren zeventig speelde hij dankzij Bobby Hackett bij Benny Goodman toen de bandleider in Europa toerde, naast onder meer George Masso, Hank Jones en Slam Stewart. Ook trad hij op met artiesten als Max Bygraves, Roy Williams, accordeonist Jack Emblow en, later, in een duo met trompettist Tommy McQuater. In de jaren tachtig was hij lid van de bigband van Bob Wilber.